# 6871 Верлен
6871 Верлен (6871 Verlaine) — астероїд головного поясу, відкритий 23 січня 1993 року.
Тіссеранів параметр щодо Юпітера — 3,664.
Названо на честь Поля Верлена (фр. Paul Marie Verlaine, 1844 — 1896) — французького письменника, поета, символіста.